# Union sportive de Lesquin
 (février 2024).
Si vous disposez d'ouvrages ou d'articles de référence ou si vous connaissez des sites web de qualité traitant du thème abordé ici, merci de compléter l'article en donnant les références utiles à sa vérifiabilité et en les liant à la section « Notes et références ».
 (février 2024).
- Si vous ne connaissez pas le sujet, laissez ce bandeau (vous pouvez alors contacter les auteurs).
- Si vous supprimez le contenu mis en cause (vous pouvez préalablement contacter les auteurs),

argumentez précisément cette suppression dans la page de discussion
(un manque de référence n'est pas un argument ; une recherche réelle de référence doit avoir été effectuée, être formellement documentée).
Maillots
L'Union sportive de Lesquin est un club français de football.

## Histoire

### Les fondateurs
Les fondateurs du club, Adolphe Papeghin, Léon Godefroy, épaulés par un groupe de copains parmi lesquels nous pouvons citer : Abel Madelin, Georges Labarre, Albert Binet et Maurice Fremeaux, vont contribuer à porter et défendre les couleurs du club sur les terrains de la région.

### Le siège
Le premier siège social est basé à l’estaminet de Léon Godefroy (père), rue d’Ascq, (actuelle rue Pierre Brizon). Les membres du comité se réuniront ensuite aux cafés Derache, Hequet, Stoesel (Boulevard Thomson), puis chez Thérèse et Gino Gai rue Faidherbe. Actuellement le siège est fixé rue d’Iéna, au club-house de l’association.

### De la concurrence à la fusion
Jusqu'à l’avènement de la seconde guerre mondiale, l’USL connaît des fortunes diverses et souffre de la saine mais évidente concurrence de l’autre club de football existant dans la commune, le PATRO CLUB LESQUINOIS, plus connu sous le nom de PATRO, association paroissiale fondée vers 1928.
Le sectarisme disparu mais surtout le manque cruel d’effectifs, vont amener Jules Plouvier secrétaire de l’USL et André Valenduc, responsable du PATRO, à entreprendre la fusion des deux clubs. Au sortir de la deuxième guerre mondiale, on assiste dès lors au véritable envol de la nouvelle association qui gardera le nom de l’USL. Les verts et noirs ne tardent pas à jouer les premiers rôles dans le championnat et coupes organisés par le district Terrien, qui deviendra district Flandres.
L’USL fait déjà partie des meilleurs clubs régionaux.

### La guerre: une période difficile
L’USL utilise dans les premiers temps des terrains de fortune prêtés par des cultivateurs...situés à Merchin puis rue Sadi Carnot. Le terrain de la rue d’Iéna orienté dans le sens inverse jusqu'en 1953-54, accueille ensuite nos footballeurs. Durant la guerre 39-45 les troupes allemandes d’occupation disposèrent des miradors et des pièces de défense aérienne aux quatre coins du stade. Le caractère stratégique des lieux oblige les gars de l’USL à évoluer sur les terrains des communes voisines et à disputer tous leurs matchs officiels à l’extérieur.

### Ouverture aux jeunes
À l’origine et jusqu'au tout début des années 1950, il n’existe qu’une équipe seniors. Les équipes jeunes, (juniors, puis cadets, minimes et catégories inférieures), n’apparaissent qu’ensuite. L’USL compte aujourd'hui 25 équipes représentant un effectif total de plus 500 licenciés.

### Histoire Récente
L'US Lesquin est connu et reconnu dans la région Nord-Pas-de-Calais pour ses talents de club formateur. Le club avait en effet lancé dans le grand bain Anthony Knockaert, joueur évoluant désormais au Brighton & Hove Albion Football Club en seconde division anglaise, ou encore Xavier Mercier, Kevin Vandendriessche, joueur de première division belge, et à moindres niveaux Thomas Dumortier et Bevic Moussiti-Oko évoluant en Championnat National de Football.
De nombreux joueurs professionnels comme Ismaïl Hassan, Abdellah Zoubir, Youssef Sofiane, Rudy Giublesi, Cédric Carrez, Riad Hammadou, Alexander Gourouli, Steve Bizasène, Anthony Knockaert, Bevic Moussiti oko, Xavier Mercier ou encore Clément Tainmont, sont également passés par le club Lesquinois.
Les Verts ont écris la majeure partie de leur histoire récente en CFA et CFA2. Après plusieurs descentes et un changement de présidence, le club est de retour en DH pour la saison 2015/2016 et compte bien demeurer le club pilier qu'il fût durant cette dernière décennie. À l'issue de cette saison, le club est relégué en DHR. Pour la saison 2017/2018 le club évolue en Régionale 2 de la nouvelle Ligue des Hauts-de-France de Football.

## Logos

Logo jusqu'en 2021.
Logo entre 2021 et 2022 (pour le centenaire du club).
Logo depuis 2022.

## Palmarès
- Champion de CFA 2 Groupe A : 2004

## Bilan sportif

### Bilan en compétitions

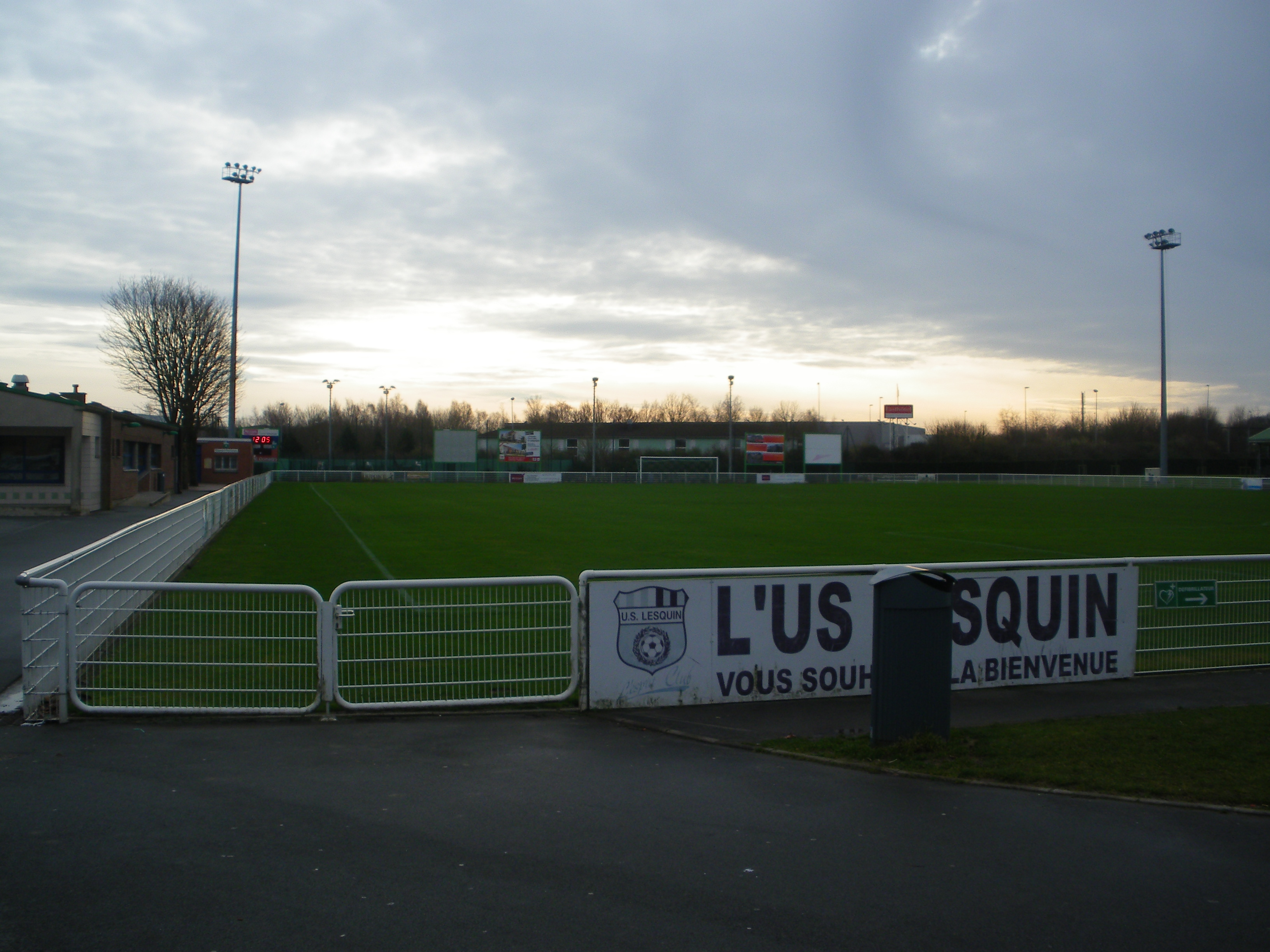
Le Stade JPP, reconnu pour sa superbe pelouse.

Dernière mise à jour: 13 avril 2021
| Compétition | Participations | MJ  | V  | D  | Meilleur Résultat |
| ----------- | -------------- | --- | -- | -- | ----------------- |
| National 2  | 4              | 137 | 43 | 51 | 8e                |
| National 3  | 4              | 120 | 46 | 42 | 1er               |

### Entraîneurs
- 2004 (minimum) à 2007 (minimum) : Régis Bogaert[1]
- Juil. 2008-août 2008 :  Chérif Oudjani